# (9966) 1992 ES13
A (9966) 1992 ES13 a Naprendszer kisbolygóövében található aszteroida. Az UESAC program keretében fedezték fel 1992. március 2-án.